# De grote oversteek
De grote oversteek (Frans: La Grande Traversée) is een Asterix-strip uit 1975.

## Verhaal
Opperhoofd Heroïx loopt briesend, het schild over zijn hoofd getild, naar Kostunrix, hem beschuldigend van voedselvergiftiging van zijn dragers doordat ze van zijn vis gegeten hebben, die, zo blijkt, nog rotter is dan normaal. Dit leidt tot een onderlinge knokpartij waarbij de volledige visvoorraad het moet ontgelden, tot Obelix zich met de zaak komt bemoeien en de strijd snel beslecht is.
Asterix vraagt aan een bont en blauw geslagen Kostunrix waarom zijn vis niet vers is, wat de visverkoper op een stiptheidsactie van de ossenkarren steekt tegen de hoge hooiprijzen. Asterix oppert dat het beter zou zijn dat hij zijn vis direct uit de zee haalt, wat Kostunrix als een grove belediging ziet, waarna hij zijn tent sluit.
Panoramix heeft echter verse vis nodig voor zijn toverdrank. Daarom gaan Asterix en Obelix met een bootje vissen op de zee. Asterix vraagt Obelix het net uit te gooien en deze vat dit letterlijk op: hij gooit het net de boot uit zonder de lijn vast te houden. Voor ze hun enige net kunnen terugvinden drijven ze door een storm steeds verder af.
Tijdens een luwte stuiten ze op de piraten die net de verjaardag van de kapitein willen vieren. Obelix en Asterix brengen vanwege deze speciale dag het schip niet tot zinken, maar eisen de feestdis op een enkel worstje na op en genieten van de overvloed alvorens weer in een storm te belanden. Vele dagen later zijn Asterix, Obelix en Idéfix, zichtbaar uitgeput en vermagerd, nog steeds op zee, wanneer een delirium van kuddes everzwijnen Obelix overboord doet springen. Idéfix en Asterix volgen, om met een voorbijdrijvende tak eindelijk weer voet aan land weten te zetten.
Aanvankelijk denken ze dat ze terug zijn in Gallia, maar het dorp blijkt onvindbaar en de Galliërs stuiten op kalkoenen, die Obelix 'klokloks' noemt, maar in Europa dan nog niet voorkomen, en zelfs een beer, die in hun regio niet (meer) voorkomt. Niettemin worden de dieren met smaak opgegeten, voordat de Galliërs uitrusten. Wanneer ze ontwaken zoeken ze naar sporen van het dorp, maar stuiten alleen maar op meer raadsels. Asterix wordt op een onbewaakt moment bewusteloos geslagen en meegevoerd door onbekenden. Obelix, die Idéfix spoorzoeken wil leren, schudt met een boom waarna een vreemde vogel uit de boom neervalt; een roodhuidige slanke man met veren in het haar, die hem prompt aan wil vallen, maar met gemak buiten westen wordt geslagen. Idéfix helpt het spoor te volgen en uiteindelijk belandt Obelix midden in een vreemd kamp (denkend dat het Romeinse huurlingen zijn, misschien Kretenzers), waar Asterix aan een paal is gebonden.
Het opperhoofd ("centurio" volgens Obelix) ondervraagt de gevangene van Obelix, die zich van gebarentaal en mime beroept om te demonstreren hoe hij voor pampus eindigde (en wederom in de klappen deelt), denkend dat het geen Kretenzers maar misschien Batavieren zijn. Na Asterix te hebben losgemaakt, proberen beide Galliërs te demonstreren wie ze zijn, wat het opperhoofd Obelix' bekende 'rare jongens, die ...'-beweging doet maken, wat voor Obelix teken is dat "hij het snapt". 
Teneinde te ontdekken waar ze zijn, laten ze zich 'inlijven', nog steeds gelovend dat ze bij Romeinen zijn, vermoedelijk van diverse origines, waarbij ze indruk maken met hun kunde en kracht. Wanneer het opperhoofd echter merkt dat zijn dochter (die Obelix ondertussen voor een Spaanse houdt) verliefd is op Obelix, is het duidelijk dat ze niet kunnen blijven. Met een lekke prauw proberen ze te ontsnappen naar een klein eilandje wat verderop.
De volgende morgen komen ze de expeditie van de Deense ontdekkingsreiziger Christøffelsen tegen, die hen meeneemt naar Denemarken, gelovend dat de Galliërs inheemsen zijn. Obelix zet zich aan de riemen en in geen tijd zijn de Vikings terug in eigen wateren. De Vikingleider Jånsen staat hen in hun dorp op te wachten, en, na een beknopt reisverslag, onthaalt hij hen op een groot feest, waar ze een Gallische slaaf ontmoeten. Die waarschuwt hen dat de Vikingen hen aan hun goden willen offeren. Wanneer Jånsen merkt dat de slaaf en de nieuwkomers elkaar verstaan, wordt hij woedend op Christøffelsen die hij verwijt stiekem in Lutetia te zijn gaan stappen en helemaal niets te hebben ontdekt. In de knokpartij die hierop volgt ontsnappen Asterix, Obelix en de slaaf naar Gallië, onderweg de netten uitwerpend, met een boot vol vers gevangen vis. Obelix waarschuwt de slaaf wel nog even dat hij vooral niet naar Asterix moet luisteren als hij zegt dat het net uitgegooid moet worden.
Het verhaal eindigt met het gebruikelijke feestmaal, behalve voor Kostunrix, die zich onder Kakofonix' boom heeft neergezet en de door zijn vrouw aangeboden (door Asterix gevangen) vis met het optrekken van zijn neus weigert.

## Personages
Naast de personages die in alle strips voorkomen, zaten er in deze:
- Indianenopperhoofd. Een goedmoedige man die de Galliërs graag in zijn stam opneemt.
- Dochter van opperhoofd. Zij heeft een oogje op Obelix, waar ze mee wil trouwen. Obelix zelf wil daar niets van weten.
- Christøffelsen, de Viking-ontdekkingsreiziger. Hij is ervan overtuigd dat de aarde rond is. En krijgt uiteindelijk gelijk, hoewel nog niemand hem gelooft. In het Frans heet hij Kerøsen. Zijn Nederlandse naam komt van Christoffel Columbus, die vaak onterecht wordt beschouwd als de ontdekker van Amerika.
- Jånsen, de Vikingleider. Hij is groot en lichtgeraakt. Schreeuwen doet hij vaak. Verder houdt hij van eten en vechten.
- Visstix, een Gallische visser. Hij is gevangene van de Vikingen die hem als slaaf gebruiken. Samen met de Galliërs ontsnappen ze in zijn boot.

## Verwijzingen
- Als Obelix een Indiaan neerslaat, ziet de Indiaan geen sterretjes maar de stars and stripes. In een latere scène ziet hij Amerikaanse Adelaars (met bliksems en palmtak in de klauwen) en nog later de sterretjes van de roundel  van de United States Air Force.
- Asterix en Obelix landen niet op het Amerikaanse vasteland maar op een eiland, waarschijnlijk Manhattan of Liberty Island. Deze suggestie wordt benadrukt als Asterix de aandacht wil trekken van het Vikingschip door met een fakkel op een stapel stenen te staan: een referentie aan het Vrijheidsbeeld.
- Bij aankomst in  Amerika gaat Obelix op jacht naar everzwijnen. Hij vangt slechts enkele kalkoenen. Dit verwijst naar een van de eerste groepen Europese kolonisten, de Pilgrim Fathers en de door hun gestarte traditie van Thanksgiving Day waarbij er kalkoen op het menu staat.
- Christøffelsen gebruikt bij zijn landing de woorden van Neil Armstrong toen deze in 1969 als eerste mens op de maan landde: "een kleine stap voor een man (In het Frans: pour moi) maar een grote sprong voor de mensheid."
- Er wordt twee keer verwezen naar Hamlet van William Shakespeare, die in het toneelstuk prins van Denemarken is. Eerst zegt Jånsen: "Er is iets røts in mijn køninkrijk" terwijl hij peinzend naar de schedel staart waaruit hij drinkt. Later zegt Christøffelsen, als hij zich afvraagt of hij wel of geen ontdekker is: "Zijn øf niet zijn, dåt is de kwestie." Wanneer de Vikingen thuis komen horen ze hun aanvoerder brullen, waarop Christøffelsen zegt: "Dat is zeker geen zeemeermin", een allusie op De kleine zeemeermin van Hans Christiaan Andersen, waarvan in de haven van Kopenhagen een standbeeld te zien is. Deze verwijzingen en het feit dat de Vikingen een Deense dog hebben doen vermoeden dat ze Denen zijn.
- Dit verhaal werd in 1994 tot de animatiefilm Asterix in Amerika verfilmd. De Vikingen werden uit deze bewerking weggelaten.

## Trivia
- Als Asterix en Obelix zich aan respectievelijk de Vikingen en Indianen voorstellen met gebarentaal (ze spreken Deens noch Indiaans) tikken de Vikingen en Indianen op hun voorhoofd (wat betekent dat ze denken dat ze gek zijn). Obelix concludeert dat ze hen begrepen hebben.
- Bij het slotbanket aan het einde van het verhaal zit Kakofonix niet vastgebonden, hoewel hij wel net op dat moment door Hoefnix in de grond getimmerd wordt (wat deze ook deed bij het afscheid van Asterix en Obelix aan het begin van het album op het strand).
- Historisch waren het niet Deense maar Noorse Vikingen die Amerika hadden bereikt (zij het niet zo ver zuidwaarts) en had de zeiltechnologie Scandinavië in de tijd waarin het verhaal speelt nog niet bereikt.
- De taal van de Vikings wordt getoond met de letters ø en å in plaats van o en a. Hierdoor is de conversatie voor de lezer begrijpelijk, terwijl toch tot uitdrukking wordt gebracht dat de Vikings en de Galliërs elkaar niet verstaan. De dog en Idéfix slagen er wel in elkaar te verstaan en elkaars taal te 'spreken'. Ze rollen beiden over de grond van het lachen om die domme mensen die het maar niet door hebben.